# دیان وارسی
دیان وارسی (انگلیسی: Diane Marie Antonia Varsi؛ ۲۳ فوریهٔ ۱۹۳۸ – ۱۹ نوامبر ۱۹۹۲) هنرپیشه اهل ایالات متحده آمریکا بود.

## بخشی از فیلم‌شناسی

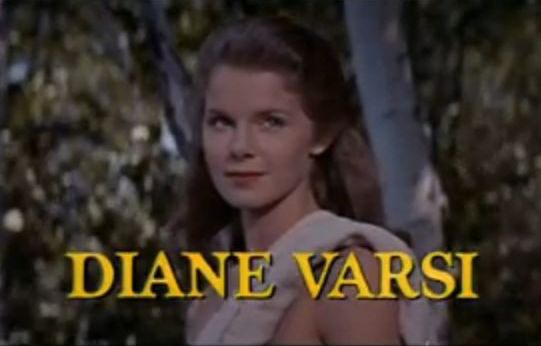
وارسی در پیتون پلیس (۱۹۵۷)

- کنن (۱۹۷۱)
- اجبار (۱۹۵۹)
- جانی تفنگش را برداشت (۱۹۷۱)
- مادر خونین (۱۹۷۰)
- پیتون پلیس (۱۹۵۷)